# Dombeya erythroclada
Dombeya erythroclada är en malvaväxtart som beskrevs av Boj.. Dombeya erythroclada ingår i släktet Dombeya och familjen malvaväxter. Inga underarter finns listade i Catalogue of Life.